# Alyssum loiseleurii
Alyssum loiseleurii  es una especie de planta herbácea de la familia de las brasicáceas.

## Descripción
Es una pequeña hierba perenne que alcanza un tamaño de 5-15(20) cm de altura, de un color verde ceniciento. Cepa poco leñosa, con ramificaciones hipogeas desde la base –en substratos móviles–, con numerosas rosetas o ejes estériles. Hojas cubiertas de pelos estrellados, aplicados, los del envés con (12)14-18(20) radios; las caulinares, 7-10 × 3-4(6) mm, oblongo-lanceoladas o espatuladas, atenuadas en corto pecíolo, las superiores ligeramente mayores. Tallos floríferos postrados. Racimos erecto-ascendentes, corimbiformes, que se alargan poco durante la antesis, 25-40(60) × 20-30 mm en la fructificación, ± piramidales. Sépalos de un verde ceniciento, caducos, con la cara externa cubierta de pelos estrellados, aplicados, los cuales son sobrepasados en el ápice y nervio medio por otros largos, bifurcados, erguidos, más numerosos en los sépalos medianos. Pétalos 4,5-5,5 × 2-3 mm, escotados, con algunos pelos estrellados en la mitad inferior de la cara externa, amarillos. Estambres laterales con un apéndice entero, soldado a la base del filamento; los medianos, alados, con un diente entero o crenulado. Nectarios redondeados. Ovario pubescente, con 2 primordios por lóculo. Frutos 4-5 × 3,5-4,5 mm, suborbiculares, con val-vas pelosas; estilo 3-4 mm, con algunos pelos estrellados en la base. Semillas 1(2) por lóculo, 2-2,5 × 1,5-2 mm, elípticas, marginadas, no mucilaginosas. Tiene un número de cromosomas de n = 16.

## Distribución y hábitat
Se encuentra en las dunas, arenales costeros y en las Landas del SW de Francia y costas del N de España, desde Galicia al País Vasco. 

## Taxonomía
Alyssum loiseleurii fue descrita por Paul Victor Fournier y publicado en Les Quartre Flores de la France 425. 1936.
Etimología
Ver: Alyssum
loiseleurii: epíteto otorgado en honor del botánico francés Jean Louis August Loiseleur-Deslongchamps.
Sinonimia
- Alyssum arenarium Loisel.[3]